# Henri Ginoux
Pour les articles homonymes, voir Ginoux.
Henri Ginoux (Paris, 9 août 1909 - Antony, 27 mai 1994) est un homme politique français. Il est député des Hauts-de-Seine de 1973 à 1981.

## Biographie
Entrepreneur en reliure industrielle, il est maire (sous l'étiquette CNIP puis UDF ou divers droite) de Montrouge de 1958 à sa mort en 1994. Il représente la droite et le centre anti-gaulliste de la région. Il est élu député de la treizième circonscription des Hauts-de-Seine en 1973, réélu en 1978.
À Montrouge, l'ancienne rue de Bagneux a été renommée en son hommage et s'appelle désormais l'avenue Henri-Ginoux.

## Mandats et fonctions

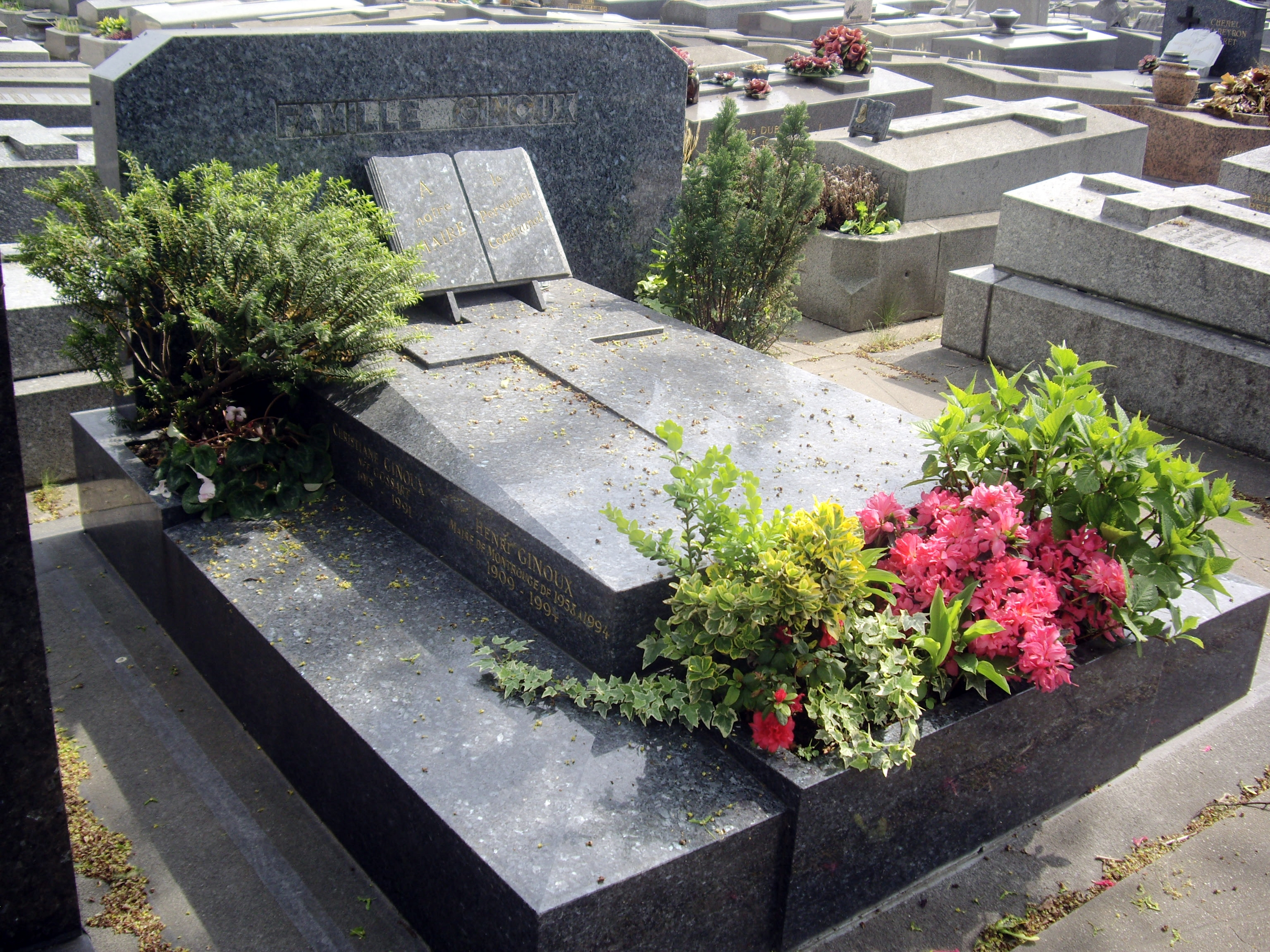
Sa tombe au cimetière de Montrouge.

Député des Hauts-de-Seine
- 1973 - 1981 (RDS puis UDF)

Maire de Montrouge
- 1958 - 1994

Conseiller général de la Seine puis des Hauts-de-Seine
- 1959 - 1992